# Charaxes kiellandi
Charaxes kiellandi är en fjärilsart som beskrevs av Jacques Plantrou 1976. Charaxes kiellandi ingår i släktet Charaxes och familjen praktfjärilar. Inga underarter finns listade i Catalogue of Life.